# Mahrer Emil
Mahrer Emil (Budapest, 1932. május 2. – 2007. április 19.) Balázs Béla-díjas magyar film- és televíziórendező. 2004-től a Magyar Televízió örökös tagja.

## Életpályája
1956. október 1-től a Magyar Rádió Stúdió osztályának dolgozója lett, majd 1957-ben Zsurzs Éva asszisztenseként került a Magyar Televízióba. 1962-től a televízió agitációs és propaganda osztályán dolgozott tovább. 1963-ban kinevezték adásrendezőnek, majd diplomaszerzése után rendező lett. 1968-1972 között a Színház- és Filmművészeti Főiskola hallgatója volt, film- és televíziórendező szakon. 1983-tól vezető rendező, 1991-től főrendező. 1995-ben nyugdíjas lett, ám 2004-ig aktívan dolgozott.
„Nálunk a zsenialitás munkaeszköz.”

## Rendezői munkái
- Budapesti Műkorcsolya- és jégtánc-Európa-bajnokság (1963, 1984)
- Budapesti Műkorcsolya- és jégtánc-világbajnokság (1988)
- Budapesti öttusa-vb (1969, 1979, 1989)
- Budapesti vívó-vb (1975, 1991)
- Valamennyi magyarországi Formula–1-es futam főrendezője, ezen kívül részt vett a Hungaroring versenypálya tévés arculatának kialakításában is (1986-2001)
- Budapesti Tornász–vb (1983)
- Budapesti Fedettpályás atlétikai Eb (1988)
- Budapesti Fedettpályás atlétikai vb (1988)

## Fontosabb sportfilmjei
- Női torna szabálymagyarázat (1962)
- Miért? (1973)
- Turistákkal Dániában (1974)
- Idősebbek is elkezdhetik (TV torna 1974/1975)
- Lóra termett (1976)
- Bajnokok – az év televíziós sportfilmje (1963)
- II. Inter Tour – az év televíziós sportfilmje (1966)
- Mecsek Kupa – Kis Ezüstgerely-díj (1967)
- Mesterfokon – Bp. Sportfilmfesztivál díja (1968)
- Hasonlatok – Ezüstgerely nagydíj (1971)

## Fontosabb televíziós műsorai
- TeleRáma
- Szerencsekerék
- Zsákbamacska
- I. Rubik-kocka vb (1982)

## Díjai, kitüntetései
- Balázs Béla-díj (1987)
- Munka Érdemrend bronz fokozat (1984)
- MNK Sportérdemérem bronz fokozat (1969)
- MNK Sportérdemérem ezüst fokozat (1973)
- Haza Szolgálatáért Érdemérem ezüst fokozat (1970)
- Haza Szolgálatáért Érdemérem arany fokozat (1974)